# Roslin Institute
Roslin Institute er et forskningscenter i Edinburgh, Skotland under University of Edinburgh.
Det blev kendt den 27. februar 1997, da en gruppe forskere, under ledelse af Ian Wilmut, havde skabt fåret Dolly, der var en klon.
| Skole | Spire Denne artikel om en skole, en uddannelsesinstitution eller uddannelse er en spire som bør udbygges. Du er velkommen til at hjælpe Wikipedia ved at udvide den. |

55°51′56″N 3°11′54″V / 55.8656°N 3.1983°V